# Aruser@s
Aruser@s (denominat Arusitys en la seva primera temporada) és un programa de televisió espanyol produït per Aruba Produccions i emès en La Sexta de dilluns a divendres de 07.30 a 11.00 hores. Està presentat per Alfons Arús i, seguint el deixant del seu antecessor Arucitys, el programa està dividit en diverses seccions que tracten temes i àmbits diferents. Aquest es va estrenar el 3 de setembre de 2018.

## Format
Aruser@s és un programa de varietats batejat pel mateix presentador com “humorning xou”, el qual tracta temes d'actualitat des d'un punt de vista humorístic i desenfadat. Entre altres, el programa recull aspectes relacionats amb l'actualitat, sèries, programes i altres temes sobre la televisió; trànsit, successos, meteorologia, política, societat, famosos, naturalesa i medi ambient, xarxes socials, invents, paròdies, economia, esports, gastronomia i curiositats, incloent entrevistes i connexions en directe.

## Història
Després de la fi d' Arucitys, emès en el canal autonòmic privat 8tv, d'àmbit català, entre 2002 i 2018, el 21 de març d'aquest últim any es va anunciar el fitxatge de l'equip per part d'Atresmedia. Així, després de 16 temporades, Alfonso Arús i els seus col·laboradors van desembarcar en La Sexta amb un format similar anomenat Arusitys. El programa va arribar a les pantalles nacionals el 3 de setembre de 2018.
PD'altra banda, el 20 d'agost de 2019 va saltar la notícia que Atresmedia i Aruba Produccions havien rebut una reclamació econòmica per part de 8tv per utilitzar el nom Arusitys, ja que era molt similar al que utilitzava en la seva anterior etapa en el canal català (Arucitys). Per aquest motiu, de cara a l'estrena de la seva segona temporada, la denominació del programa va ser canviada per Aruser@s, dedicada als seus seguidors.
Més tard, a causa de l'èxit del format, Atresmedia va planejar realitzar una adaptació setmanal per al prime time d'Antena 3. Així, el 22 de novembre de 2019 arribaria Arusitys Prime al primer canal del grup.
El 15 d'abril de 2021, el programa va aconseguir el seu màxim històric en audiències, collint un 19,6% de quota de pantalla i 537 000 espectadors de mitjana, liderant la seva franja d'emissió. En canvi, el 30 d'abril de 2020 va aconseguir rècord d'espectadors amb 592 000 espectadors i un 15%.

## Seccions i equip tècnic[9]

### Director i presentador
- Alfons Arús

### Subdirectora i productora executiva
- Angie Cárdenas (col·laboradora)

### Col·laboradors
- María Moya (contertuliana fixa) (2018-present)
- Patricia Benítez (xarxes socials) (2018-present)
- Paula del Fraile (avança les notícies des de la redacció) (2018-present)
- Alba Gutiérrez (La Tertulia) (2018-present)
- Víctor Amela (La Teletulia) (2018-present)
- David Broc (La Teletulia) (2018-present)
- Joan Spin (La Teletulia) (2018-present)
- Òscar Broc (La Teletulia) (2018-present)
- Sebas Maspons (La Teletulia) (2018-present)
- Javier Ricou (Successos) (2018-present)
- Carlos Quilez (Successos) (2018-present)
- Marc Redondo (La Meteo) (2018-present)
- Tatiana Arús (Protagonistes) (2018-presente)
- Andrés Guerra (La Tertulia) (2018-presente)
- Evelyn Segura (secció de medi ambient) (2018-present)
- Miguel Ángel Rodríguez «El Sevilla» (1x1) (2018-present)
- Arantxa Coca (Cocards) (2018-present)
- Montse Vidal (Útil o Inútil) (2018-present)
- Alexia Herms (Tendències) (2018-present)
- Beatriz Jarrín (Reportera) (2019-present)
- Alba Sánchez (avança les notícies d'última hora en plató) (2019-present)
- Arthur Arús (Flashes (Los Deportes)) (2020-present)
- Marc Llobet (2021-present)
- Rocío Cano (Successos)  (2021-present)

### Equip tècnic
- Dídac Cuní (Realitzador) (2019)
- Roger Borderia (Ajudant realització (2019)
- Ingrid Arús (Cap de producció)
- Virginia Gómez Martín (Delegada Producció Atresmedia)
- Irene Domínguez (Delegada Continguts Atresmedia)

### Col·laboradors antics
- Lorena Vázquez (La Trituradora) (2018-2019)
- Toni de la Torre (Series x la vena) (2018-2019)
- David Ruiz (Notícies del cor) (2018-2019)
- Claudia Garrido (DGT - Tràfic) (2018-2019)

## Temporades
| Temporada(s) | Data d'inici          | Data de final        | N.º de programes | Núm. d'espectadors | Quota de pantalla |
| ------------ | --------------------- | -------------------- | ---------------- | ------------------ | ----------------- |
| 1            | 3 de setembre de 2018 | 28 de juny de 2019   | 202              | 228 000            | 9,6%              |
| 2            | 2 de setembre de 2019 | 3 de juliol de 2020  | 201              | 336 000            | 12,3%             |
| 3            | 31 d'agost de 2020    | 16 de juliol de 2021 | 216              | 440 000            | 15,8%             |
| 4            | 30 d'agost de 2021    | 2022                 | TBA              | —                  | —                 |